# Mesochorus divaricatus
Mesochorus divaricatus är en stekelart som beskrevs av Dasch 1971. Mesochorus divaricatus ingår i släktet Mesochorus och familjen brokparasitsteklar. Inga underarter finns listade i Catalogue of Life.